# Coppa delle Fiere 1970-1971
La Coppa delle Fiere 1970-1971 fu la tredicesima e ultima edizione dell'omonima competizione calcistica. Vi fu fatto posto per un club della Finlandia. Venne vinta dal Leeds Utd, che sconfisse la Juventus nel computo della doppia finale.

## Formula
Fu l'unica volta nella storia della competizione in cui la vittoria nella doppia finale, che arrise al Leeds Utd, venne assegnata in base alla regola dei gol fuori casa; la Juventus finalista, infatti, concluse il torneo senza subire alcuna sconfitta. La stessa finale ebbe un epilogo in tre atti, dato che la partita di andata a Torino, inizialmente in programma per il 26 maggio 1971, venne sospesa per impraticabilità del campo e rigiocata due giorni dopo.
A partire dalla successiva stagione agonistica, la Coppa delle Fiere venne abolita e sostituita nel calendario internazionale dalla nuova Coppa UEFA; quest'ultima, pur se ricalcava in gran parte la formula della precedente manifestazione, sarebbe stata adesso organizzata direttamente dalla confederazione calcistica europea, godendo quindi di quel riconoscimento "ufficiale" che mancava alla Coppa delle Fiere.

### Epilogo
Dopo l'istituzione del nuovo torneo, il 22 settembre 1971 si disputò una finalissima volta a chiudere l'epopea della Coppa delle Fiere, nonché all'attribuzione definitiva del trofeo originale. Per assegnare in via risolutiva la coppa, l'UEFA decise che si sarebbero dovute affrontare il Barcellona e il Leeds Utd, rispettivamente i vincitori della prima e dell'ultima edizione della Coppa delle Fiere; gli spagnoli vantavano tre successi (1955-1958, 1958-1960 e 1965-1966) e un'altra finale raggiunta (1961-1962), mentre da par loro gl'inglesi annoveravano due trionfi (1967-1968 e 1970-1971), una finale (1966-1967) e una semifinale (1965-1966).
L'incontro, giocato il 22 settembre 1971 in un'unica soluzione al Camp Nou di Barcellona, vide la vittoria della squadra di casa per 2-1; fu Stanley Rous, presidente della FIFA, a consegnare per l'ultima volta il trofeo. Le altre squadre vincitrici della competizione, possiedono una copia della coppa (o più di una, per i club che l'hanno vinta almeno due volte), che espongono nelle loro bacheche. Da notare che, fino ad oggi, né il Barcellona né il Leeds Utd hanno vinto la Coppa UEFA/Europa League, competizione dove entrambe le squadre hanno raggiunto quale miglior risultato la semifinale.

## Risultati

### Trentaduesimi di finale
| Squadra 1         | Totale          | Squadra 2           | Andata | Ritorno |
| ----------------- | --------------- | ------------------- | ------ | ------- |
| Ilves-Kissat      | 4 - 5           | Sturm Graz          | 4 - 2  | 0 - 3   |
| Lazio             | 2 - 4           | Arsenal             | 2 - 2  | 0 - 2   |
| Cork Hibernians   | 1 - 6           | Valencia            | 0 - 3  | 1 - 3   |
| Wiener SC         | 0 - 5           | KSK Beveren         | 0 - 2  | 0 - 3   |
| B 1901            | 3 - 8           | Hertha Berlino      | 2 - 4  | 1 - 4   |
| Spartak Trnava    | 2 - 2 (4-3 dtr) | Olympique Marsiglia | 2 - 0  | 0 - 2   |
| Ruch Chorzów      | 1 - 3           | Fiorentina          | 1 - 1  | 0 - 2   |
| Colonia           | 5 - 2           | Paris-Sedan         | 5 - 1  | 0 - 1   |
| Inter             | 1 - 3           | Newcastle Utd       | 1 - 1  | 0 - 2   |
| FCU Craiova       | 2 - 4           | Pécs                | 2 - 1  | 0 - 3   |
| GKS Katowice      | 2 - 4           | Barcellona          | 0 - 1  | 2 - 3   |
| Juventus          | 11 - 0          | Rumelange           | 7 - 0  | 4 - 0   |
| Barreirense       | 3 - 6           | Dinamo Zagabria     | 2 - 0  | 1 - 6   |
| Gent              | 1 - 8           | Amburgo             | 0 - 1  | 1 - 7   |
| Siviglia          | 2 - 3           | Eskişehirspor       | 1 - 0  | 1 - 3   |
| AEK Atene         | 0 - 4           | Twente              | 0 - 1  | 0 - 3   |
| Hibernian         | 9 - 2           | Malmö FF            | 6 - 0  | 3 - 2   |
| Vitória Guimarães | 4 - 3           | Angoulême           | 3 - 0  | 1 - 3   |
| Liverpool         | 2 - 1           | Ferencváros         | 1 - 0  | 1 - 1   |
| Dinamo Bucarest   | 5 - 1           | PAOK                | 5 - 0  | 0 - 1   |
| Bayern Monaco     | 2 - 1           | Rangers             | 1 - 0  | 1 - 1   |
| Trakia Plovdiv    | 1 - 6           | Coventry City       | 1 - 4  | 0 - 2   |
| Sparta Rotterdam  | 15 - 0          | ÍA Akraness         | 6 - 0  | 9 - 0   |
| Coleraine         | 4 - 3           | Kilmarnock          | 1 - 1  | 3 - 2   |
| Sarpsborg         | 0 - 6           | Leeds Utd           | 0 - 1  | 0 - 5   |
| Partizan          | 0 - 6           | Dinamo Dresda       | 0 - 0  | 0 - 6   |
| Sparta Praga      | 3 - 1           | Athletic Bilbao     | 2 - 0  | 1 - 1   |
| Dundee Utd        | 3 - 2           | Grasshoppers        | 3 - 2  | 0 - 0   |
| AB                | 10 - 2          | Sliema Wanderers    | 7 - 0  | 3 - 2   |
| Željezničar       | 7 - 9           | Anderlecht          | 3 - 4  | 4 - 5   |
| Losanna           | 1 - 4           | Vitória Setúbal     | 0 - 2  | 1 - 2   |
| Hajduk Spalato    | 3 - 1           | Slavia Sofia        | 3 - 0  | 0 - 1   |

### Sedicesimi di finale
| Squadra 1        | Totale          | Squadra 2         | Andata | Ritorno |
| ---------------- | --------------- | ----------------- | ------ | ------- |
| Sturm Graz       | 1 - 2           | Arsenal           | 1 - 0  | 0 - 2   |
| Valencia         | 1 - 2           | KSK Beveren       | 0 - 1  | 1 - 1   |
| Hertha Berlino   | 2 - 3           | Spartak Trnava    | 1 - 0  | 1 - 3   |
| Fiorentina       | 1 - 3           | Colonia           | 1 - 2  | 0 - 1   |
| Newcastle Utd    | 2 - 2 (3-5 dtr) | Pécs              | 2 - 0  | 0 - 2   |
| Barcellona       | 2 - 4           | Juventus          | 1 - 2  | 1 - 2   |
| Dinamo Zagabria  | 4 - 1           | Amburgo           | 4 - 0  | 0 - 1   |
| Eskişehirspor    | 4 - 8           | Twente            | 3 - 2  | 1 - 6   |
| Hibernian        | 3 - 2           | Vitória Guimarães | 2 - 0  | 1 - 2   |
| Liverpool        | 4 - 1           | Dinamo Bucarest   | 3 - 0  | 1 - 1   |
| Bayern Monaco    | 7 - 3           | Coventry City     | 6 - 1  | 1 - 2   |
| Sparta Rotterdam | 4 - 1           | Coleraine         | 2 - 0  | 2 - 1   |
| Leeds Utd        | 2 - 2 (gfc)     | Dinamo Dresda     | 1 - 0  | 1 - 2   |
| Sparta Praga     | 3 - 2           | Dundee Utd        | 3 - 1  | 0 - 1   |
| AB               | 1 - 7           | Anderlecht        | 1 - 3  | 0 - 4   |
| Vitória Setúbal  | 3 - 2           | Hajduk Spalato    | 2 - 0  | 1 - 2   |

### Ottavi di finale
| Squadra 1       | Totale | Squadra 2        | Andata | Ritorno     |
| --------------- | ------ | ---------------- | ------ | ----------- |
| Arsenal         | 4 - 0  | KSK Beveren      | 4 - 0  | 0 - 0       |
| Spartak Trnava  | 0 - 4  | Colonia          | 0 - 1  | 0 - 3       |
| Pécs            | 0 - 3  | Juventus         | 0 - 1  | 0 - 2       |
| Dinamo Zagabria | 2 - 3  | Twente           | 2 - 2  | 0 - 1       |
| Hibernian       | 0 - 3  | Liverpool        | 0 - 1  | 0 - 2       |
| Bayern Monaco   | 5 - 2  | Sparta Rotterdam | 2 - 1  | 3 - 1       |
| Leeds Utd       | 9 - 2  | Sparta Praga     | 6 - 0  | 3 - 2       |
| Anderlecht      | 3 - 4  | Vitória Setúbal  | 2 - 1  | 1 - 3 (dts) |

### Quarti di finale
| Squadra 1 | Totale      | Squadra 2       | Andata | Ritorno     |
| --------- | ----------- | --------------- | ------ | ----------- |
| Arsenal   | 2 - 2 (gfc) | Colonia         | 2 - 1  | 0 - 1       |
| Juventus  | 4 - 2       | Twente          | 2 - 0  | 2 - 2 (dts) |
| Liverpool | 4 - 1       | Bayern Monaco   | 3 - 0  | 1 - 1       |
| Leeds Utd | 3 - 2       | Vitória Setúbal | 2 - 1  | 1 - 1       |

### Semifinali
| Squadra 1 | Totale | Squadra 2 | Andata | Ritorno |
| --------- | ------ | --------- | ------ | ------- |
| Colonia   | 1 - 3  | Juventus  | 1 - 1  | 0 - 2   |
| Liverpool | 0 - 1  | Leeds Utd | 0 - 1  | 0 - 0   |

## Finale
| Arbitro: | Laurens van Ravens |

|                         |           |                       |
| Bettega 27’ Capello 55’ | Marcatori | 48’ Madeley 77’ Bates |

| Arbitro: | Rudi Glöckner |

|            |           |              |
| Clarke 12’ | Marcatori | 20’ Anastasi |